# Modulación Sigma-Delta
La modulación Sigma-Delta (ΣΔ) o Delta-Sigma (ΔΣ) es un tipo de conversión analógica a digital o digital a analógica. Un circuito conversor analógico-digital (ADC) que implemente esta técnica puede ser realizado fácilmente usando sistemas de bajo coste del tipo CMOS, semejantes a los usados para fabricar circuitos integrados digitales. Es por esta forma de construirlos, por lo que, pese a haber sido propuestos por primera vez a principios de los años '60, solo se ha generalizado su uso en los últimos años, gracias al empleo de tecnologías basadas en el silicio. La mayor parte de los fabricantes de circuitos integrados analógicos ofrecen moduladores sigma-delta.

## Derivación de la modulación Δ
La modulación ΔΣ se deriva de otro tipo de conversión conocida como modulación delta. En la figura 2 se muestra de forma simplificada como se realiza esta derivación:
1. Se muestra un diagrama de bloques de un modulador/demodulador Δ.
2. Debido a la propiedad de linealidad del operador integral, es posible mover el integrador (Σ), necesario para reconstruir la señal analógica, desde la zona del demodulador, y ponerlo al principio de modulador Δ.
3. De nuevo, debido a la propiedad de linealidad de la integral ({\displaystyle \int a+\int b=\int (a+b)}),se pueden combinar los dos integradores, con lo que se obtiene el diagrama de bloques de un modulador/demodulador ΔΣ.

La forma del espectro es diferente en ambos tipos de modulación: La modulación ΔΣ forma el ruido dejando la señal tal y como es, mientras que la modulación Δ forma el ruido y la señal al mismo tiempo.
En general, la modulación ΔΣ tiene algunas ventajas frente a la modulación Δ:
- La estructura completa es más simple, solo se necesita un integrador, y el demodulador puede construirse con un sencillo filtro RC con el que reconstruir la señal.
- El valor cuantificado es la integral de la señal diferencial, lo que lo hace menos sensible al rango dinámico de la señal.

Existen dos posibles implementaciones del modulador dependiendo de dónde se realice el proceso de muestreo: los moduladores Sigma-Delta de tiempo discreto, donde el muestreo de señal se realiza fuera del bucle de realimentación, y los moduladores Sigma-Delta de tiempo continuo, donde el muestreo de señal se produce dentro del bucle de realimentación y posteriormente a la etapa de filtrado. Estos últimos poseen características que los hacen más apropiados para aplicaciones de alta velocidad.

## Modulador Sigma-Delta discreto
Un modulador SD clásico de primer orden está compuesto por un integrador, un muestreador, un cuantificador uniforme de un bit y un convertidor D/A en el camino de realimentación.
El ruido aportado por el cuantificador es considerado aditivo a la salida del integrador, tal como muestra la figura 2.2, donde además se ha considerado un modulador de tiempo discreto. Es decir, el proceso de muestreo de señal ocurre fuera del bucle de realimentación.
Empleando la teoría de sistemas lineales sobre el modelo lineal considerado, se puede demostrar que la salida está compuesta por la suma de la señal de entrada filtrada y el ruido de cuantificación filtrado. Se observa que el camino de filtrado del ruido de cuantificación es diferente del camino de filtrado de la señal de entrada, ya que al aplicar la transformada Z sobre el sistema de la figura 2.2, se obtiene:
{\displaystyle {\begin{cases}{\tilde {v}}[n]={\tilde {u}}[n-1]+({\tilde {e}}[n]-{\tilde {e}}[n-1])\\V(z)=z^{-1}U(z)+(1-z^{-1})E(z)\end{cases}}}
Como se puede observar, el ruido de cuantificación queda atenuado en una determinada banda de frecuencia próxima a cero, como se muestra en la figura 2.3.
Supuesto que la señal de entrada tiene un espectro finito y centrado en cero, y que la frecuencia de muestreo es superior a la frecuencia de Nyquist de la señal de entrada, la señal de salida tendrá una resolución dentro de la banda de frecuencia de interés mayor que la obtenida si se empleara únicamente el cuantificador uniforme de la figura 2.1.
El ruido de cuantificación que queda fuera de la banda de interés es filtrado digitalmente con posterioridad. La etapa de filtrado digital incorpora usualmente un filtro de diezmado. A la relación entre la frecuencia de muestreo empleada en la modulación y la frecuencia de Nyquist se le denomina relación de sobre muestreo (OSR).
Usando el modelo lineal del modulador el diseñador puede conseguir que el filtrado de señal sea independiente del filtrado del ruido de cuantificación. Para aumentar la resolución del modulador se puede incrementar el orden de filtrado, incrementar el número de bits empleados en la cuantificación, o bien incrementar la OSR.
En general se pueden definir dos funciones de transferencia asociadas a un modulador SD. Una función de transferencia para el ruido de cuantificación o NTF (de Noise Transfer Function) y otra función de transferencia distinta para la señal de entrada o STF (de Signal Transfer Function). La señal de salida del modulador SD se puede expresar en función de estas dos funciones de transferencia según (2.2):
{\displaystyle V(z)=S{\tilde {T}}F(z)\cdot U(z)+N{\tilde {T}}F(z)\cdot E(z)}
Donde:
{\displaystyle {\begin{cases}\displaystyle S{\tilde {T}}F(z)={\frac {{\tilde {H}}_{1}(z)}{1+{\tilde {H}}_{2}(z)}}\\\displaystyle N{\tilde {T}}F(z)={\frac {1}{1+{\tilde {H}}_{2}(z)}}\end{cases}}}

Figura 2.3 Ruido de cuantificación en los moduladores ΣΔ de primero (1), segundo (2) y tercer orden (3),

Un incremento del orden de filtrado del modulador supone un incremento del orden de la NTF. Cuanto más agresiva es la NTF más resolución puede tener el
modulador Sigma-Delta (sin entrar en consideraciones acerca de la estabilidad del sistema). Normalmente un modulador Sigma-Delta empieza especificándose a través de su NTF.
La {resolución} del modulador Sigma-Delta se define sobre la base de la relación máxima señal-ruido (SNR) que puede obtenerse en su señal de salida. En un cuantificador uniforme se estima de forma aproximada que la SNR máxima que puede obtenerse en su señal de salida es:
{\displaystyle SNR_{uniforme}=6.02\cdot N+1.76dB}
donde {\displaystyle N} es el número de bits empleados en la cuantificación.
Teniendo en cuenta la expresión anterior se define la resolución de un modulador Sigma-Delta como:
{\displaystyle ENOB={\frac {SNR_{maxima}(dB)-1.76}{6.02}}bits}
donde ENOB se refiere al número de bits efectivos del convertidor A/D obtenido.
El modelo lineal sirve para estimar la resolución y características de un gran número de arquitecturas de una forma rápida. Sin embargo, deja de funcionar cuando alguna de las condiciones descritas deja de cumplirse razonadamente bien.
Dos casos en los que el modelo lineal no funciona, por ejemplo, son los siguientes:
1. la generación de tonos no deseados en el espectro de salida
2. la inestabilidad del modulador.